# Asarum fukienense
Asarum fukienense C.Y.Chen & C.S.Yang – gatunek rośliny z rodziny kokornakowatych (Aristolochiaceae Juss.). Występuje naturalnie w Chinach – w prowincjach Anhui, Fujian, Jiangxi oraz Zhejiang.

## Morfologia
PokrójByliny z pionowymi kłączami o średnicy 2–3 mm.
LiściePojedyncze, mają kształt od owalnie trójkątnego do owalnego. Mierzą 4,5–10 cm długości oraz 4–7 cm szerokości. Są owłosione od spodu. Blaszka liściowa jest o sercowatej nasadzie i wierzchołku od ostrego do krótko spiczastego. Ogonek liściowy jest owłosiony, ma żółtawą barwę i dorasta do 7–17 cm długości.
KwiatySą promieniste, obupłciowe, pojedyncze. Okwiat ma dzwonkowaty kształt i purpurowo zielonkawą barwę z żółtawym owłosieniem od wewnętrznej strony, dorasta do 2–3 cm długości oraz 1,5–2 cm szerokości. Listki okwiatu mają owalny kształt i są zawinięte. Zalążnia jest górna z wolnymi słupkami.

## Biologia i ekologia
Rośnie w wilgotnych lasach. Występuje na wysokości od 300 do 1000 m n.p.m. Kwitnie od kwietnia do listopada.